# Değirmenboğazı, Manyas
Değirmenboğazı là một xã thuộc huyện Manyas, tỉnh Balıkesir, Thổ Nhĩ Kỳ. Dân số thời điểm năm 2010 là 105 người.